# Indiana Pacers 2008-2009
La stagione 2008-09 degli Indiana Pacers fu la 33ª nella NBA per la franchigia.
Gli Indiana Pacers arrivarono quarti nella Central Division della Eastern Conference con un record di 36-46, non qualificandosi per i play-off.

## Roster
| N° | Naz.                   | Ruolo | Sportivo            | Anno | Alt. | Peso |
| -- | ---------------------- | ----- | ------------------- | ---- | ---- | ---- |
| 1  | Stati Uniti (bandiera) | G     | Jarrett Jack        | 1983 | 191  | 92   |
| 3  | Stati Uniti (bandiera) | A     | Troy Murphy         | 1980 | 211  | 111  |
| 5  | Stati Uniti (bandiera) | G     | T.J. Ford           | 1983 | 183  | 75   |
| 6  | Stati Uniti (bandiera) | GA    | Marquis Daniels     | 1981 | 198  | 91   |
| 8  | Slovenia (bandiera)    | C     | Radoslav Nesterovič | 1976 | 213  | 112  |
| 9  | Stati Uniti (bandiera) | A     | Maceo Baston        | 1975 | 206  | 98   |
| 10 | Stati Uniti (bandiera) | AC    | Jeff Foster         | 1977 | 211  | 107  |
| 12 | Stati Uniti (bandiera) | G     | Travis Diener       | 1982 | 185  | 79   |
| 17 | Stati Uniti (bandiera) | GA    | Mike Dunleavy       | 1980 | 206  | 100  |
| 23 | Stati Uniti (bandiera) | G     | Stephen Graham      | 1982 | 198  | 98   |
| 25 | Stati Uniti (bandiera) | A     | Brandon Rush        | 1985 | 198  | 95   |
| 32 | Stati Uniti (bandiera) | A     | Josh McRoberts      | 1987 | 208  | 109  |
| 33 | Stati Uniti (bandiera) | A     | Danny Granger       | 1983 | 203  | 102  |
| 55 | Stati Uniti (bandiera) | C     | Roy Hibbert         | 1986 | 218  | 126  |

## Staff tecnico
- Allenatore: Jim O'Brien
- Vice-allenatori: Dick Harter, Lester Conner, Dan Burke, Frank Vogel, Jay DeFruscio
- Preparatore fisico: Shawn Windle
- Preparatore atletico: Josh Corbeil
- Assistente preparatore: Carl Eaton